# Харитонов, Сергей Фёдорович (железнодорожник)
Сергей Фёдорович Харито́нов (18 июля 1905, Санкт-Петербург — 13 июля 1992, Петрозаводск) — почётный железнодорожник, краевед, исследователь истории строительства Олонецкой, Кировской и Октябрьской железной дороги.

## Биография
Родился в Санкт-Петербурге 18 июля 1905 года.
Окончил Ленинградский институт инженеров железнодорожного транспорта, учился у профессора А. В. Ливеровского и профессора Д. Д. Бюзюкина.
Трудовую биографию на железной дороге начал на 2-й дистанции Службы пути Кировской железной дороги (станция Волховстрой I); 10 июля 1938 года был назначен заместителем начальника 2-й дистанции Службы пути Кировской железной дороги, а со 2 августа 1939 года назначен начальником 2-й Дистанции Службы пути. 17 мая 1940 года за успешное выполнение заданий Правительства по специальным перевозкам награждается медалью «За трудовою доблесть».
В 1942 году награждается орденом «Трудового Красного Знамения». 11 июля 1940 года перемещён на должность начальника Службы пути и сооружений Кировской железной дороги и с 15 июля 1940 года работает в Управлении Кировской железной дороги. В 1944 году награждается знаком «Почётный железнодорожник». С 1 октября 1947 года был откомандирован на Ленинградскую железную дорогу, на должность заместителя начальника Ленинградской железной дороги. 22 января 1948 года перемещён на Кировскую железную дорогу, где получает должность главного инженера, заместителя начальника Кировской железной дороги.
Во время работы на железной дороги встречался с министром иностранных дел Великобритании Э. Иденом и наркомом путей сообщений Л. М. Кагановичем.

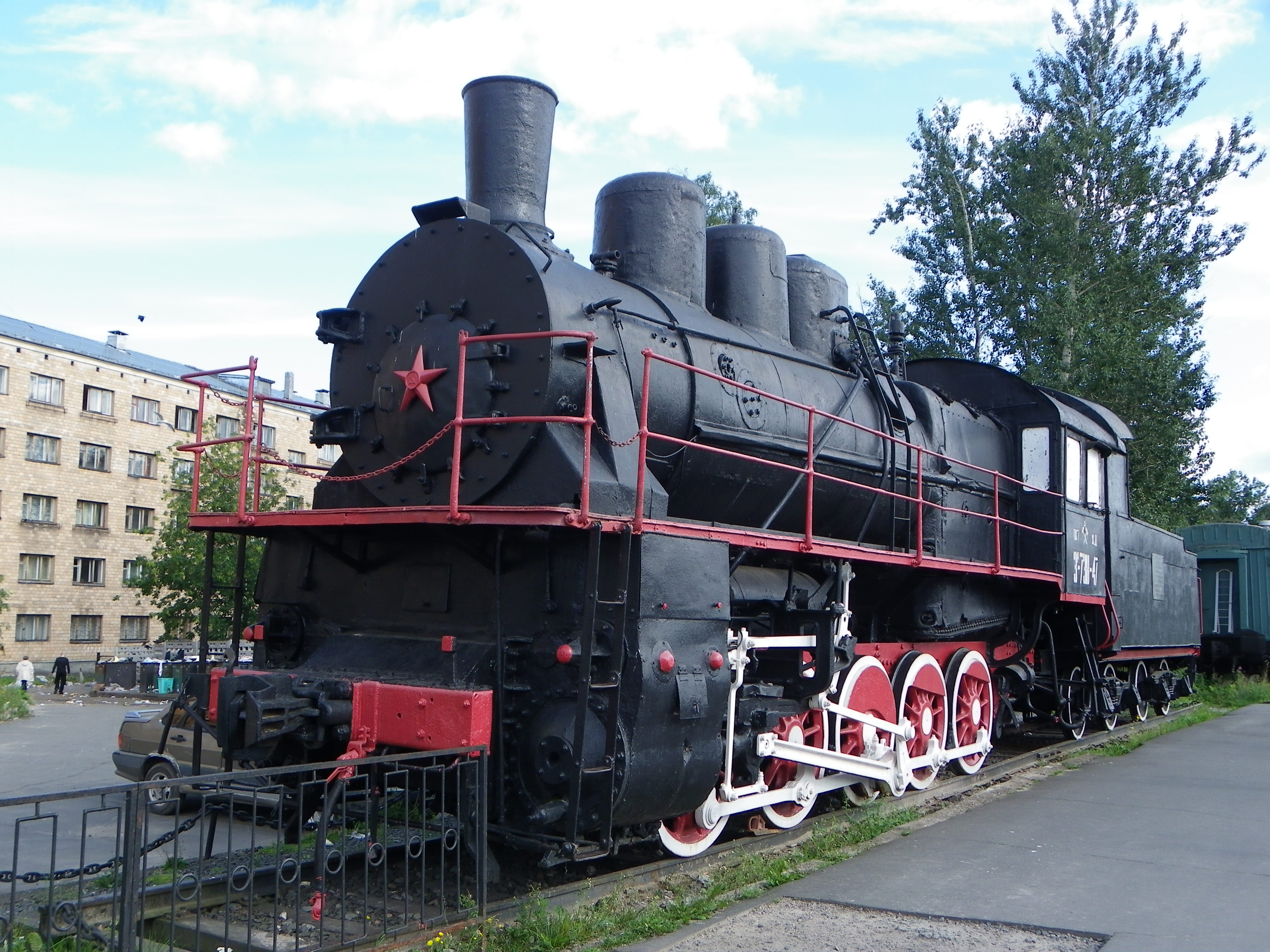
Паровоз-памятник Эр 738-47, установлен на железнодорожном вокзале Петрозаводска

В 1966 году начал краеведческую работу по созданию в Петрозаводске музея железной дороги. Открытие музея состоялось 6 июня 1980 года в Доме культуры железнодорожников Петрозаводска. В 1987 году на вечную стоянку на станции Петрозаводск был установлен паровоз Эр738-47 — самый большой экспонат созданного музея. Этот паровоз в годы Великой Отечественной войны водил поезда по Дороге победы в блокадный Ленинград. В 1990 году по инициативе С. Ф. Харитонова была восстановлена историческая справедливость и коллективу Петрозаводского отделения Октябрьской железной дороги возвращён Орден Трудового Красного Знамени РСФСР.

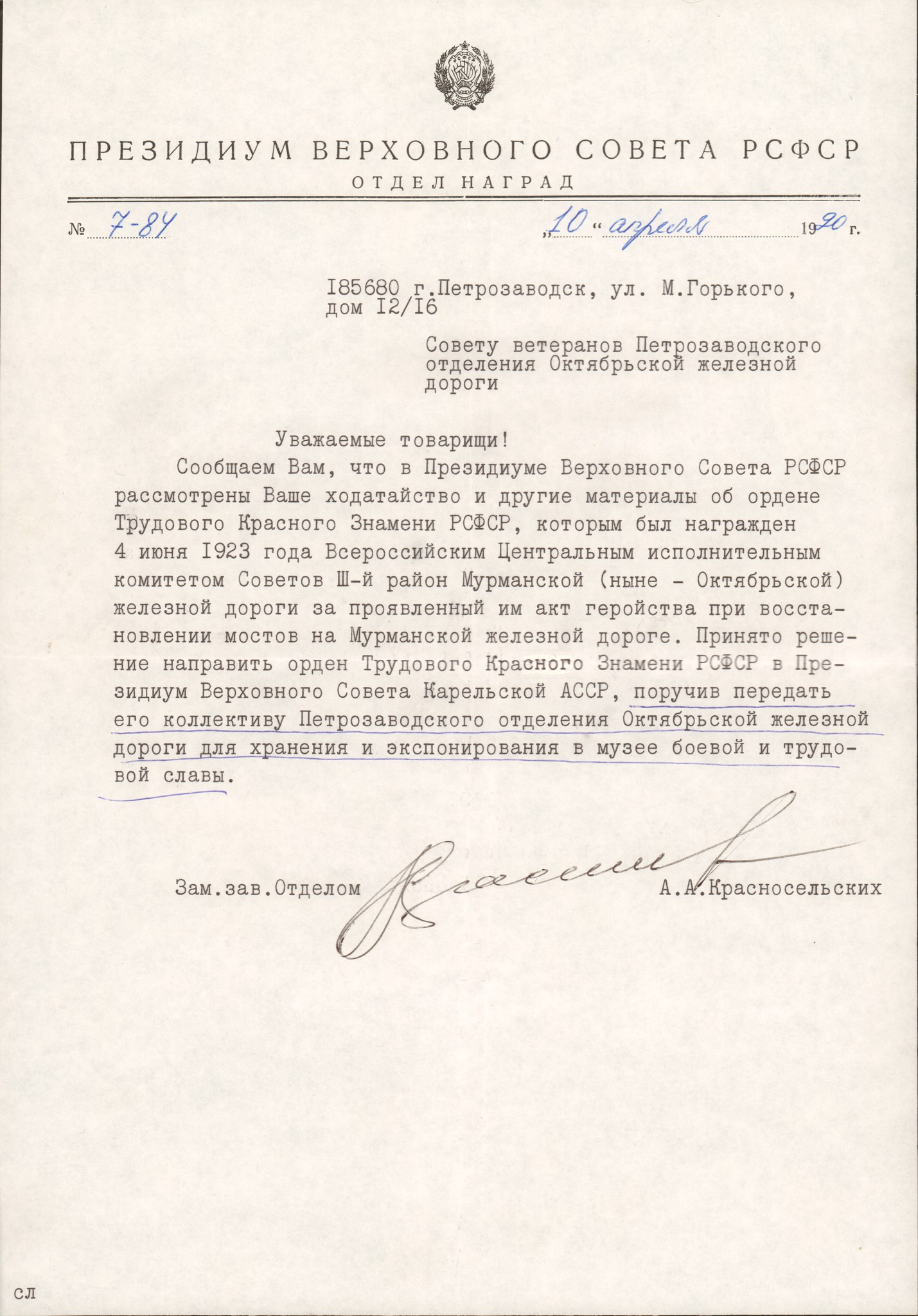
Решение Президиума Верховного Совета РСФСР о возвращении и передаче коллективу Петрозаводского отделения Октябрьской железной дороги Ордена Трудового Красного Знамени РСФСР.
(письмо № 7-84 от 10 апреля 1990 г.)

## Возвращение ордена
14 ноября 1921 года отряд белофиннов атаковал железнодорожный мост через реку Онду на 546 версте Мурманской железной дороги. Многопролётный мост был сожжен. В течение нескольких дней диверсанты уничтожили ещё четыре моста. Движение поездов прекратилось.
Железнодорожникам III участка, базировавшегося в Петрозаводске, была поставлена задача восстановить путь в течение 24 суток. Железнодорожники справились с поставленной задачей за 18 суток. За самоотверженность и героизм коллектив железнодорожников III участка был награждён орденом Трудового Красного Знамени РСФСР — второй по счёту наградой РСФСР, утверждённой 24 марта 1921 года. Это была одна из первых государственных наград в истории отделений железных дорог РСФСР.
Этот орден побывал во всех подразделениях Мурманской железной дороги, чтобы каждый железнодорожник смог его увидеть. С 1956 года орден размещался на знамени Мурманского отделения железной дороги и Мурманское отделение стало именоваться орденоносным.
С. Ф. Харитонов с ветеранами-железнодорожниками сумел собрать доказательства того, что орден принадлежит железнодорожникам Петрозаводска.
10 апреля 1990 года Президиум Верховного Совета СССР постановил передать орден Трудового Красного Знамени РСФСР на вечное хранение в Петрозаводское отделение Октябрьской железной дороги.

## Сочинения
- Харитонов С. Ф. Рассказ о великом Северном пути. — Петрозаводск: «Карелия», 1984. — С. 144.[3]